# Elusia
Elusia é um gênero de mariposa pertencente à família Crambidae.